# Nitrobenzolsulfonsäuren
| keine Einstufung verfügbar |

| Gefahrensymbol |

| Gefahrensymbol |

Die Nitrobenzolsulfonsäuren (oder sed) bilden in der Chemie eine Stoffgruppe, die sich sowohl von Nitrobenzol als auch von der Benzolsulfonsäure ableitet. Die Struktur besteht aus einem Benzolring mit angefügter Nitro- (–NO2) und Sulfonsäuregruppe (–SO2OH) als Substituenten. Durch deren unterschiedliche Anordnung ergeben sich drei Konstitutionsisomere mit der Summenformel C6H5NO5S. In erster Linie sind sie als nitrosubstituierte Benzolsulfonsäuren anzusehen.